# 2023年中国东北洪灾
2023年中国东北洪灾，是受颱風“杜苏芮”和“卡努”等多重因素影响，2023年8月初中国东北地区的强降雨及引发的灾害。

## 天气预警
隨著雨帶北移，黑龍江省受強降雨影響，省氣象台於當天9時25分發布暴雨紅色預警，預計8月2日至4日黑龍江南部降水較大區域與前期降水較強區域高度重合，次生災害風險高。8月1日15時，黑龍江省人民政府防汛抗旱指揮部辦公室、黑龍江省水利廳、黑龍江省氣象局聯合發布了中小河流洪水氣象風險預警，8月1日20時至5日20時，哈爾濱全區、牡丹江全區發生中小河流洪水的氣象風險高（橙色預警），肇東、蘭西、慶安和鐵力等地發生中小河流洪水的氣象風險較高（黃色預警），碾子山、龍江、甘南和富裕等地有發生中小河流洪水的氣象風險（藍色預警）。

## 降雨及洪水
2023年8月2日，中國中央氣象台指強降雨天氣雨重心將轉移至東北地區。 8月2日至4日，副熱帶高壓週邊輸送的暖溼氣流，配合冷空氣影響，降雨重心轉移至東北地區一帶，且降水持續時間較長。內蒙古東部、東北地區多陣雨或雷陣雨天氣，其中內蒙古東部、吉林大部、黑龍江南部和東部、遼寧中東部等地部分地區有大到暴雨，局地有大暴雨。

## 影响及灾情

### 遼寧省
受强降雨影响，到8月5日7时，遼寧省37座大型水库中，有6座水库超汛限，当地实时监测，有序泄洪。

#### 丹東市
7月27日下午，東港市長安鎮邵家堡村附近有4人，進山採蘑菇後失聯，事發時當地出現強降雨過程。當地相關部門組織力量搜尋，於7月28日和30日各發現一人，8月1日發現餘下兩人，經確認全部證實死亡。

### 吉林省
吉林省气象台於8月2日17时21分升级发布暴雨橙色预警，强降雨将影响松原东部、长春、四平西部、吉林北部、延边西部，上述地区有暴雨，部分地方有大暴雨，并伴有雷暴大风、短时强降水等强对流天气。8月5日19时，省防指将吉林省防汛防台风三级应急响应提升至防汛二级应急响应。吉林省拉林河及支流大泥河冲河牤牛河、牡丹江支流海浪河和珠尔多河等多条河流发生洪水。8月14日9时，吉林省水利厅解除水旱灾害防御Ⅱ级应急响应。

#### 長春市
長春市氣象台於2023年8月2日晚间8时13分升级发布暴雨红色预警信号，榆树北部部分乡镇、公主岭西部部分乡镇已经出现大暴雨，小时雨强超50毫米，个别地方小时雨强可达50~100毫米。

##### 舒蘭市
吉林省此轮最大降水量出现在舒兰市永胜林场，达到489毫米。强降雨导致舒兰多地出现险情，通往村屯的道路被损毁，救援人员进入村屯展开救援。截至8月4日，舒兰市已设置安置点21个，转移1.2万多名群众。截至8月5日，连续强降雨致舒兰市6人遇难4人失联。受洪水影响，舒兰市金马镇、开原镇和七里乡等村镇部分桥梁垮塌。8月5日下午，受灾村屯水位已经明显下降。通过灾情勘察，经初步统计，超过13万人受灾。当地组织了近千人的救援队伍赶赴受灾村屯搜寻转移受灾群众，通过直升机将1900余份生活物资运往被困村庄。为受灾群众设立了21个临时安置点，并做好生活物资保障供应。此外，道路修建及电力恢复等工作也在进行当中。截至8月5日晚，已恢复供电6535户，恢复通信村屯13个。截至8月5日晚間10時30分，连续强降雨造成6人遇难、4人失联，其中失联人员为舒兰市委常委、常务副市长骆旭东等4名公职人员，在赴舒兰市开原镇、金马镇抗洪抢险过程中遇险失联；導致13.4萬人受災，轉移受災民眾1.4萬人。翌日骆旭东和舒兰市人民武装部政委周昆训、吉林市水利水电规划院高级工程师倪峰被找到，发现时已无生命体征。8月6日下午，中国人民解放军陆军第七十八集团军某旅千人百车驰援舒兰市抗洪。截至8月7日，舒蘭市已有14人遇難，1人失聯。8月10日，舒兰市人民政府办公室综合二科科长、四级主任科员张郅昭被找到，发现时已无生命体征，至此四名失联人员均确认遇难。8月14日，吉林省委常委、常务副省长蔡东到舒兰市检查灾后重建工作。

##### 榆树市
8月5日8时，長春市下轄的榆树市防汛三级应急响应提升至防汛一级应急响应。受连日降雨影响，榆树市拉林河流域有特大洪水风险，沿岸8个乡镇近4万人、近4000公顷农作物受到威胁。截至08月06日，榆树市8个乡镇31个村的18941人转移。

##### 扶余市
8月7日，拉林河2023年第1号洪水洪峰进入扶余市。

#### 铁路运输
2023年8月7日18时，受吉林省榆树市拉林河泄洪影响的京哈铁路蔡家沟站至兰棱站区段列车恢复运行。

### 黑龍江省
8月2日，黑龍江省官方已要求降下豪雨地區除特殊行業外停止集會、停課、停業，立即暫停戶外作業。政府及相關部門要做好防暴雨應急和搶險工作，及時轉移危險區域人員。黑龙江气象台两天连发15次暴雨红警，多条河流发生洪水。
8月3日，據央視新聞報道，當天上午接近9時，連接哈爾濱與牡丹江市的一條高速公路橋樑，部分路基被洪水沖毀，發生塌陷，導致道路交通中斷，兩輛小型車輛跌入河中，交警已經到場處理，並實施臨時管控，傷亡情況未明。另據黑龍江高速交警消息，8月3日上午8時50分許，由於哈牡高速（雙向）K254公里筒子溝附近路段橋梁發生了部分塌陷，哈牡高速公路K253至K254公里處臨時交通管制，開通時間等待交警部門通知。8月5日12时，哈牡高速全线恢复通车。
8月4日，黑龙江省发布中小河流洪水气象风险预警、暴雨红色预警。8月5日15时，黑龍江将省级自然灾害救助Ⅲ级响应提升至Ⅱ级。
截至5日8时，黑龙江省雅鲁河及其支流济沁河、蚂蚁河及支流黄泥河等多条河流发生洪水。
8月5日至6日，國務院副總理張國清在黑龍江指導支持抗洪搶險救災工作。
8月6日，松花江干流通河站出现洪峰。
8月7日20时，松花江下游干流佳木斯水文站水位涨至警戒水位（79.30米），這意味著松花江发生2023年第1号洪水 。
8月11日，绥芬河发生2023年第1号洪水。截至8月12日8时，黑龙江省仍有6条河流超警戒水位，3座小型水库超汛限水位运行。
8月13日8时，黑龍江将防汛二级应急响应调整至三级应急响应。

#### 哈爾濱市
8月2日11時，哈尔滨气象台发布暴雨红色预警。6小时降雨量就达到67.8毫米，10-11时一小时降雨量还达到22.9毫米，冲上全国小时降雨量排行榜第一。其中阿城區牛样沟（水文站）降雨量已超过100毫米，五常市拉林镇（水文站）降雨量已达97.6毫米，預計部分地區累计雨量将超过100毫米。哈尔滨市防汛四级应急响应提升至三级。据央视新闻8月2日报道，哈尔滨市消防救援支队11时30分接到报警称，道里区中央大街防洪纪念塔附近一处地下通道出现大面积积水需要紧急排涝。随即，指挥中心调派东安街消防救援站出动4辆救援车16名消防救援人员携带水域救援及排涝设备赶赴现场，11时50分救援人员抵达现场后立即协助现场工作人员对地下空间进行防涝筑堤，在筑堤结束后立即使用排涝设备将积水排入松花江流域。另据新京报报道，现场视频可发现，道里区等地势低洼地带积水严重，防洪纪念塔附近水深已没过自行车身，中央大街一处地下通道积水倒灌。當天下午，哈尔滨官方发布防汛应急措施通告，自2023年8月2日下午3时起至8月3日下午3时，要求所有學校停課、工地停工、旅遊景點與公眾場所關閉、陸路及渡輪交通停運，並提醒當地居民非必要不外出。
8月4日14时30分，哈尔滨市防汛抗旱指挥部决定将防汛三级应急响应提升至一级。截至8月4日8时，哈尔滨市共有63座水库超汛限0.03～4.81米运行，蚂蚁河堤防尚志段出现重大险情，龙凤山、磨盘山等水库存在重大风险。尚志市受灾严重，当地一度停水停电，人员转移，降雨强度为1957年以来最大。尚志市防汛抗旱指挥部研究决定，8月5日全市继续停课、停工、停产、停运、停业一天。8月5日11时，哈尔滨市减灾委办公室启动市级自然灾害救助I级响应。

##### 五常市
暴雨導致哈爾濱下轄的五常市河水上涨，威胁到沿河村屯的群众安全，从8月2日起连续多日降雨量超过100毫米，造成境内大型水库、中型水库、多条河流超过汛限水位，当地紧急转移安置群众2万多人。截至8月6日16时，五常市涉及18个乡镇累计转移超4万人。五常市强降雨持续，多个村镇被淹，有农户称大棚被冲毁，庄稼地被淹，當年当地大米产量将受到影响。

#### 牡丹江市
8月3日23时，牡丹江（二）站（牡丹江市西安区温春镇海浪村）水位229.01米，超过警戒水位（229.00米）0.01米，达到洪水编号标准，水位呈上涨趋势，標誌著牡丹江2023年第1号洪水形成。8月4日8时，牡丹江市防汛应急响应从三级提高到二级。8月4日，牡丹江市的镜泊湖水库大坝出现溢流，洪水危及水库边的瀑布村，当地连夜用沙袋加固堤坝。

### 内蒙古自治区

#### 呼伦贝尔市
内蒙古呼伦贝尔市也在此轮降雨中迎来暴雨、大暴雨天气。在呼伦贝尔市阿荣旗向阳峪水库，水库防汛人员24小时坚守值班一线，随时监测水库水位变化、水情发展。

## 应对
8月4日16时，国家防总将针对吉林、黑龙江的防汛应急响应提升至三级。
8月4日21时，国家减灾委、应急管理部针对黑龙江严重暴雨洪涝灾害，启动国家Ⅳ级救灾应急响应，派出工作组赴灾区实地查看灾情，指导和协助地方做好受灾群众基本生活救助等救灾工作。
8月5日，国家防总办公室、应急管理部滚动组织防汛防台风专题视频会商调度，与中国气象局、水利部、自然资源部会商研判华北、东北暴雨洪涝灾害和6号台风“卡努”发展趋势，视频连线天津、吉林、黑龙江、河北等省份防办，安排部署重点地区防汛救援工作。应急管理部调派国家消防救援队伍、国家专业救援队赶赴重灾区，全力支援当地抢险救灾工作。其中，国家防总办公室会同国家粮食和物资储备局向黑龙江紧急调拨500万条编织袋、10万平米复膜编织布、5万平米长丝土工布、2000件救生衣等总价值714万余元的中央应急抢险救灾物资。国家防总赴黑龙江工作组深入尚志、五常等地实地查看水毁工程，检查防洪设施运行、人员转移情况。
8月6日上午10点，水利部将内蒙古、吉林和黑龙江的洪水响应级别提升至III级。
8月1日-8日，受中国共产党中央委员会总书记习近平委派，中共中央政治局委员、国务院副总理张国清代表党中央、国务院，先后到北京、天津、黑龙江、河北视察水灾灾情，指导防汛抗洪救灾。
8月8日，财政部、农业农村部紧急下达农业生产防灾救灾资金7.32亿元，支持北京、天津、河北、山西、内蒙古、吉林、黑龙江、浙江、福建9省（区、市）及北大荒农垦集团等，抓紧开展农业防汛救灾及灾后农业生产恢复等相关工作，对购买灾后农业生产恢复所需种子（苗）、化肥、农药等物资和作业服务，以及农业生产设施灾损修复等给予适当补助。
8月10日，中华全国总工会根据东北、华北地区洪灾情况，再次紧急向黑龙江、吉林、河北、天津四省市总工会紧急下拨工会救灾补助资金600万元，支持地方工会开展防洪救灾工作。财政部、水利部再次下达水利救灾资金15.05亿元，支持北京、天津、河北、山西、内蒙古、辽宁、吉林、黑龙江、浙江、安徽、福建、河南、广东等13省（区、市）受灾地区，用于江河湖泊堤坝、水库及其涵闸、泵站、河道工程等水利工程设施水毁灾损修复，帮助受灾地区尽快恢复灾后生产生活秩序。
8月11日，财政部、应急管理部再次紧急预拨14.6亿元中央自然灾害救灾资金，支持京津冀及黑龙江、吉林5省（市）防汛救灾工作，重点用于受灾群众救助，保障好受灾群众基本生活，迅速启动倒损住房恢复重建等事项，确保受灾群众生活得到妥善安置，尽快恢复灾区生产生活秩序。加上此前已预拨资金，入汛以来，中央财政已下达各项防汛救灾资金77.38亿元，其中京津冀及黑龙江、吉林5省（市）50.89亿元。
截至8月12日10时，在受灾地区保险机构收到的保险报案中，黑龙江、吉林两省保险报案1.63万件，估损金额17.18亿元。
截至8月13日，中国乡村发展基金会已派出14支救援队伍建立多个工作站，助力河北涿州、涞水、阜平、隆尧、宁晋，北京昌平、房山、门头沟，黑龙江五常、延寿、尚志，吉林舒兰，天津武清区、西青抗洪救灾，全力开展一线受灾群众临时安置、紧急救援物资援助、重振家园——以工代赈家园清理等项目。
8月15日，国家发展改革委增加安排中央预算内投资5亿元，支持河北、北京、黑龙江、吉林、福建、重庆6省市受灾严重地区基础设施和基本公共服务设施应急恢复重建。加上前两批已经安排的2亿元，国家发展改革委2023年已累计安排7亿元，专项用于受灾严重地区灾后应急恢复重建。
8月17日，中国共产党中央政治局常务委员会召开会议，研究部署防汛抗洪救灾和灾后恢复重建工作，中共中央总书记习近平主持会议。
8月19日，财政部会同应急管理部再次预拨10亿元中央自然灾害救灾资金，重点支持京津冀及黑龙江、吉林等受灾严重地区做好受灾群众救助等工作，保障受灾群众得到妥善安置，及早恢复灾区正常生产生活秩序，入冬前能够回家或搬入新居。入汛以来，中央财政已累计下达各项防汛救灾资金96.84亿元。
9月7日，中共中央总书记、国家主席、中央军委主席习近平前往黑龙江哈尔滨尚志市看望慰问受灾群众，详细了解家里受灾和生活保障情况，同当地村民和施工人员亲切交流。蔡奇、李干杰、何立峰、许勤和梁惠玲分别陪同考察。截至10月10日，尚志市因灾受损新建及维修房屋全部完成。
10月24日，中央财政决定在第四季度增发2023年国债1万亿元，通过转移支付方式全部安排给地方，集中力量支持灾后恢复重建和弥补防灾减灾救灾短板，整体提升国家抵御自然灾害的能力，更好保障人民群众生命财产安全。